# Chassy (Saône-et-Loire)
Chassy ist eine französische Gemeinde mit 296 Einwohnern (Stand 1. Januar 2022) im Département Saône-et-Loire in der Region Bourgogne-Franche-Comté. Sie gehört zum Arrondissement Charolles und zum Kanton Gueugnon.

## Bevölkerungsentwicklung
- 1962: 328
- 1968: 355
- 1975: 352
- 1982: 327
- 1990: 340
- 1999: 342

## Sehenswürdigkeiten
- Château de Chassy